# Cerkiew Opieki Matki Bożej w Miękiszu Starym
Cerkiew Opieki Matki Bożej w Miękiszu Starym − drewniana filialna cerkiew greckokatolicka, znajdująca się w Miękiszu Starym.
Od 1947 obiekt nieczynny kultowo.

## Historia obiektu
Cerkiew greckokatolicka pw. Pokrow Przeświętej Bogurodzicy, zbudowana w latach 1803−1811 jest budynkiem o wyraźnych nawarstwieniach stylowych. Najstarszą częścią jest zrąb ścian sanktuarium. Do niego dostawiono na przełomie XIX/XX w. nawę i babiniec. W 1885 wykonano pseudosklepienie nawy, a bryłę świątyni wzbogacono o zakrystię i kruchty. Należała do parafii greckokatolickiej w Miękiszu Nowym. W 1883 gontowe poszycie dachu zastąpiono blachą. W 1885 uzupełniono malowidła ścienne. Po 1947 opuszczona. W 1976 rozebrano dzwonnicę z XVII wieku. W 1989 wykonano prowizoryczne zabezpieczenie oraz utrwalono polichromię w babińcu.

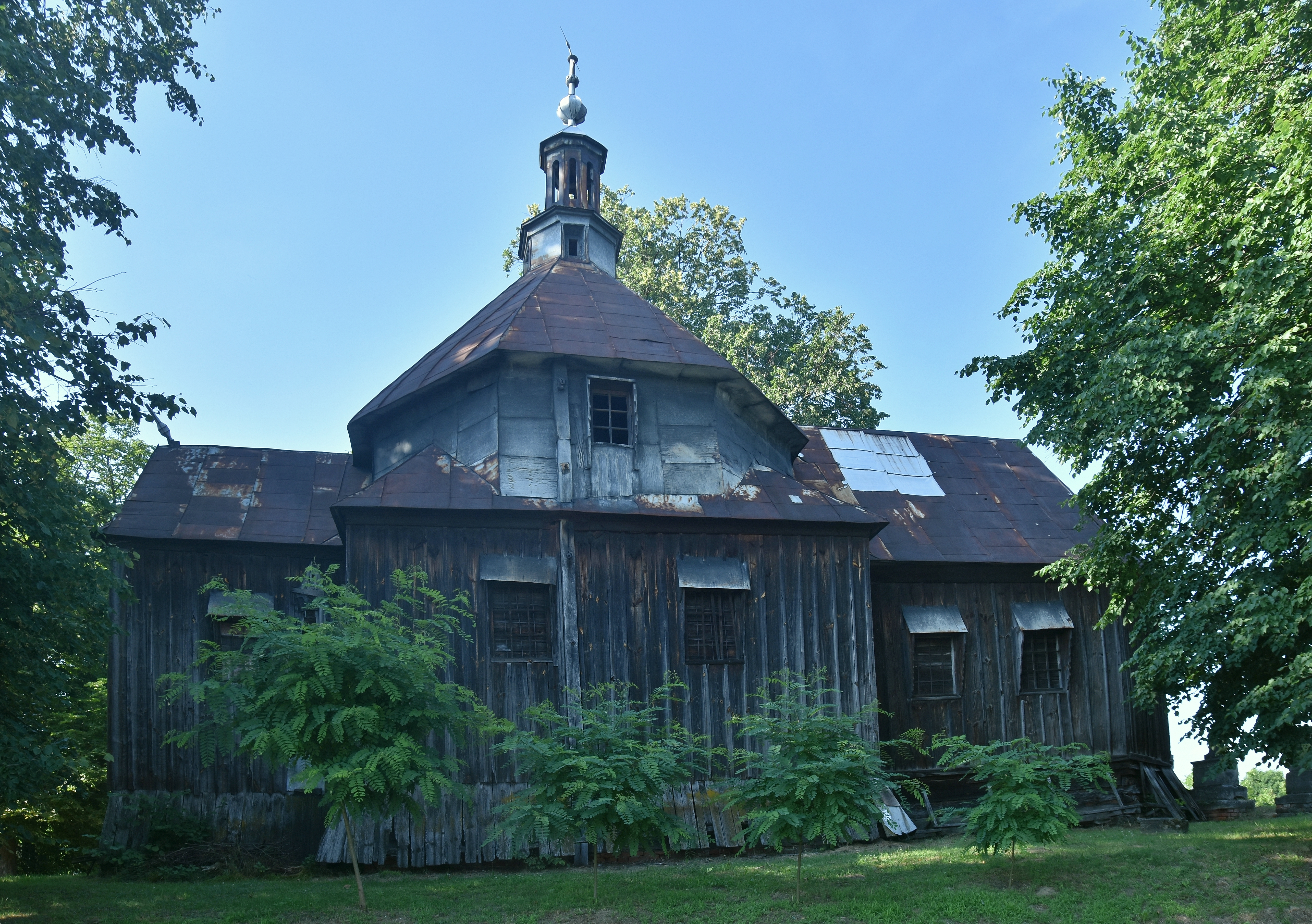
Elewacja południowa
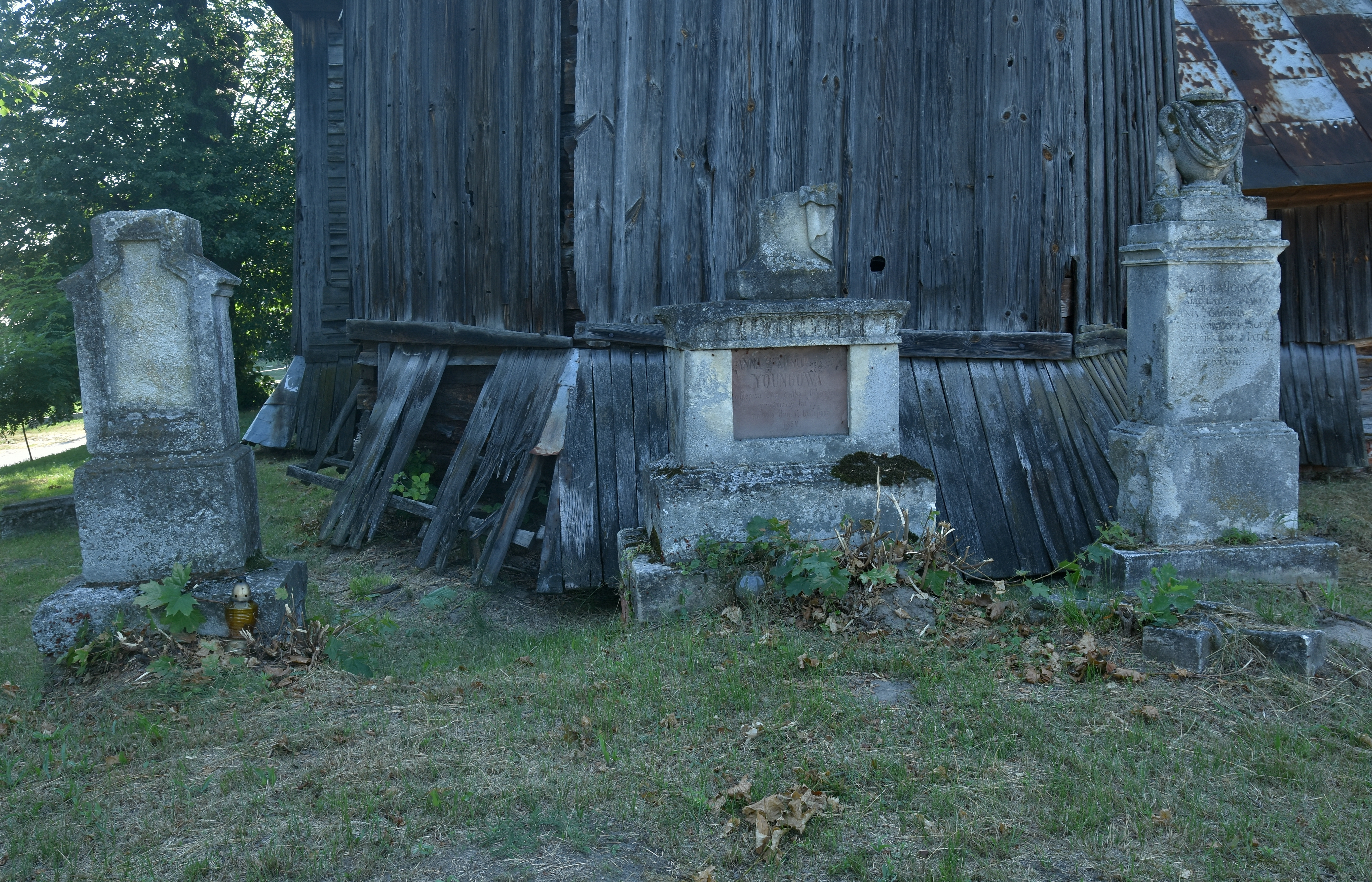
Otoczenie
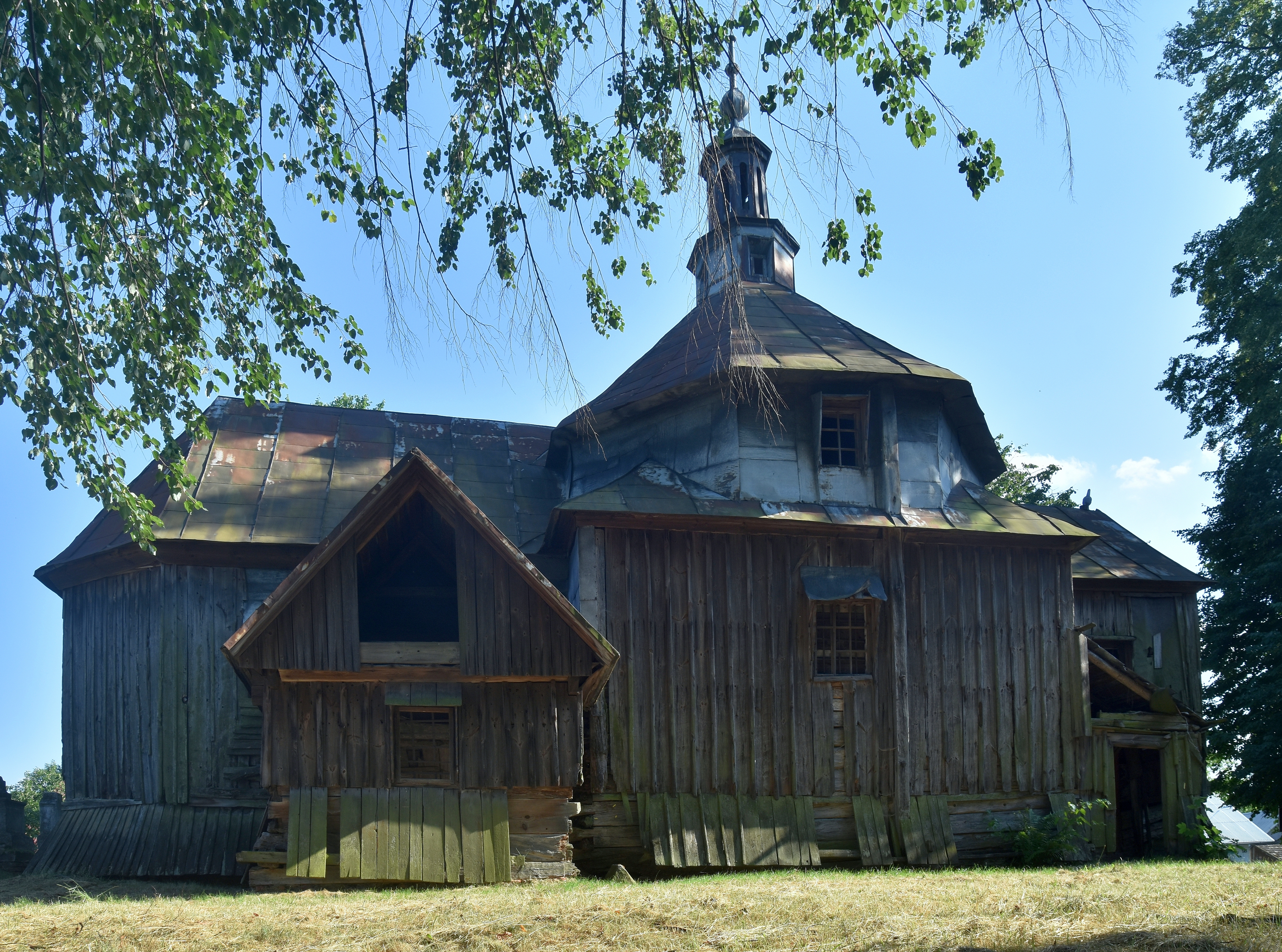
Widok od strony północnej

## Architektura i wyposażenie
Jest to budowla drewniana konstrukcji zrębowej, trójdzielna, orientowana, posadowiona na podwalinie dębowej układanej na dużych kamieniach. Budynek jest jednym z nielicznych, w drewnianej architekturze cerkiewnej południowo-wschodniej Polski, przykładów inspirowanych murowanym barokowym budownictwem sakralnym. 
W 1964 i 1965 jej wyposażenie (75 obiektów) w tym wielostrefowy, ramowy ikonostas z ok. 1815, dwa ołtarze boczne, feretrony przeniesiono do Muzeum-Zamku w Łańcucie.